# Druivenkoers 2020
La Druivenkoers 2020, sessantesima edizione della corsa, valevole come prova dell'UCI Europe Tour 2020 categoria 1.1, si è svolta il 29 agosto 2020 su un percorso di 194,7 km, con partenza ed arrivo ad Overijse, in Belgio. La vittoria è stata appannaggio del francese Florian Sénéchal, che ha completato il percorso in 4h37'32" alla media di 42,092 km/h, precedendo il belga Dries De Bondt e l'olandese Mathieu van der Poel.
Al traguardo di Overijse sono stati 94 i ciclisti, dei 132 alla partenza dalla medesima località, che hanno portato a termine la competizione.

## Squadre partecipanti
| N.    | Cod. | Squadra                      |
| ----- | ---- | ---------------------------- |
| 1-7   | RIW  | Riwal Securitas Cycling Team |
| 11-16 | DQT  | Deceuninck-Quick Step        |
| 21-27 | LTS  | Lotto Soudal                 |
| 31-37 | BOH  | Bora-Hansgrohe               |
| 41-47 | COF  | Cofidis                      |
| 51-57 | SUN  | Team Sunweb                  |
| 61-67 | UAD  | UAE Team Emirates            |
| 71-77 | AFC  | Alpecin-Fenix                |
| 81-87 | WVA  | Bingoal-Wallonie Bruxelles   |
| 91-97 | CWG  | Circus-Wanty Gobert          |

| N.      | Cod. | Squadra                  |
| ------- | ---- | ------------------------ |
| 101-107 | SVB  | Sport Vlaanderen-Baloise |
| 111-117 | BBH  | Burgos-BH                |
| 122-126 | NDP  | Nippo Delko Provence     |
| 131-137 | ARK  | Team Arkéa-Samsic        |
| 141-147 | TDE  | Total Direct Énergie     |
| 151-157 | THR  | Vini Zabù KTM            |
| 161-167 | TIS  | Tarteletto-Isorex        |
| 171-177 | BRT  | BEAT Cycling Club        |
| 181-187 | CIB  | Metec-TKH                |
| 191-197 | SEG  | SEG Racing Academy       |

## Ordine d'arrivo (Top 10)
| Pos. | Corridore            | Squadra       | Tempo    |
| ---- | -------------------- | ------------- | -------- |
| 1    | Florian Sénéchal     | Deceuninck    | 4h37'32" |
| 2    | Dries De Bondt       | Alpecin       | a 8"     |
| 3    | Mathieu van der Poel | Alpecin       | a 15"    |
| 4    | Davide Ballerini     | Deceuninck    | s.t.     |
| 5    | Sean De Bie          | Bingoal       | s.t.     |
| 6    | Gianni Vermeersch    | Alpecin       | s.t.     |
| 7    | Amaury Capiot        | Sport Vlaand. | s.t.     |
| 8    | Nick van der Lijke   | Riwal Secur.  | s.t.     |
| 9    | Jasper Philipsen     | UAE           | s.t.     |
| 10   | Michael Schwarzmann  | Bora          | s.t.     |